# Spänningsanalys
Spänningsanalys är ett område som det bedrivs omfattande forskning inom för att finna ett sätt att förutse jordbävningar. Vid spänningsanalys mäts de spänningar i jordskorpan som finns vid jordbävningsdrabbade områden. FOI har utvecklat ett sätt att göra detta med hjälp av mikroskalvsdata, vilket innebär att de skalv som har en magnitud mellan -1 och 5 analyseras.